# دار العلوم الأحمدية السلفية
دار العلوم الأحمدية السلفية (بالهندية: दारुल उलूम अहमदीया सलफीया)، (بالأردية: دارالعلوم احمدیہ سلفیہ)، هو مؤسسة إسلامية تقع في داربهانجا منطقة بهار. تأسست المؤسسة التعليمية السلفية في عام 1918م (1336 هـ) على يد مولانا عبد العزيز رحيم آبادي.

## نبذة عن الجامعة
في عام 1918 قام مولانا عبد العزيز رحيم آبادي بتأسيس دار العلوم الأحمدية السلفية في داربهانجا ببهار. وبُنى الحرم الجامعي على مساحة كبيرة، وتحتوى مكتبة الجامعة على أكثر من 5000 كتاب. وتمتلك المؤسسة مطبعة تنشر مجلة أسبوعية وهي مجلة «الهدى» بالإضافة لنشر وطبع الكتب. 
يتم التدريس باللغات الأردية والعربية والإنجليزية، وتقدم المؤسسة شهادات في التعليم الابتدائي والثانوي والمتوسط، والعالمية. كما يقدم دورة منفصلة لحفظ القرآن. 
يتم قبول منهجية دار العلوم من قبل عدد من الجامعات الأجنبية مثل: الجامعة الإسلامية بالمدينة المنورة، وجامعة أم القرى بمكة المكرمة، وجامعة الإمام محمد بن سعود الإسلامية في الرياض، وكذلك الجامعة الملية الإسلامية في دلهي، وجامعة همدرد في دلهي.

## وصلات خارجية
- دار العلوم الأحمدية السلفية نسخة محفوظة 25 ديسمبر 2018 على موقع واي باك مشين.، الموقع الرسمي.
- مركز جامعتي، أهل الحديث في الهند.